# Andreas Bruus
Andreas Bruus (* 16. Januar 1999 in Greve Strand) ist ein dänischer Fußballspieler. Der rechte Außenverteidiger steht bei ES Troyes AC unter Vertrag und war dänischer Juniorennationalspieler.

## Karriere

### Verein
Andreas Bruus kam als Kind zu Brøndby IF, wo er im September 2015 einen Vertrag bis 2018 erhielt. Am 10. Dezember 2017 debütierte er im Alter von 18 Jahren in der Superligæn, als er beim 2:2 im Heimspiel gegen Aarhus GF eingesetzt wurde. Zum 1. Januar 2018 rückte Bruus fest in den Kader der Profimannschaft auf, kam allerdings dort lediglich sporadisch zum Einsatz. Ende August 2018 wurde er – nachdem sein Vertrag bei Brøndby IF bis 2021 verlängert wurde – an den Zweitligisten FC Roskilde verliehen. In Roskilde, einer Stadt mit rund 50.000 Einwohnern, kam Andreas Bruus auf 20 Einsätze und schoss dabei vier Tore, zudem gab er drei Torvorlagen. 
Nachdem sein Leihvertrag ausgelaufen war, kehrte er zu Brøndby IF zurück, wo er zunächst seinen Alltag in der Reservemannschaft verbrachte. In der Meisterrunde in der Superliga-Saison 2019/20 eroberte sich Bruus einen Stammplatz und war hierbei hauptsächlich als rechter Mittelfeldspieler eingesetzt wurden. Im Juli 2020 wurde der Vertrag bis Sommer 2023 verlängert. In der Saison 2020/21 kam er zu 28 Punktspieleinsätzen in der regulären Saison sowie in der Meisterrunde und schoss dabei ein Tor, wobei er in 20 Partien in der Startaufstellung stand. Dabei wurde Andreas Bruus überwiegend als rechter Mittelfeldspieler eingesetzt. Zum Saisonende stand der erste dänische Meistertitel seit 2005.
Ein Jahr vor Vertragende verließ der Däne Brøndby im Juli 2022 und wechselte zu ES Troyes AC.

### Nationalmannschaft
Andreas Bruus absolvierte von 2014 bis 2015 sieben Einsätze für die dänische U16-Nationalmannschaft und schoss dabei ein Tor. Am 4. August 2015 folgte sein erstes Spiel für die U17-Nationalmannschaft seines Heimatlandes, als er beim 3:1-Sieg während eines internordischen Turnieres in Schweden gegen Norwegen eingesetzt wurde. Für die U17 kam er zu elf Einsätzen und schoss zwei Tore. Danach spielte er bis 2017 dreimal für die U18-Nationalmannschaft Dänemarks.